# Hegedűs Nóra
Hegedűs Nóra (Békéscsaba, 1986. január 2. –) labdarúgó, hátvéd.

## Pályafutása

### Klubcsapatban
A Femina csapatában kezdte a labdarúgást. 2005. október 22-én a Debreceni VSC ellen mutatkozott be az élvonalban csereként, ahol csapata 8–0-ra győzött. Ezzel tagja lett a 2005–06-os idényben bajnokságot nyert Femina csapatának.
2007 és 2011 között a Ferencváros játékosa volt, ahol tagja volt a 2008–09-es idényben bronzérmet szerzett csapatnak. A Fradiban 33 mérkőzésen lépett pályára, ebből 30 bajnoki, 3 nemzetközi találkozó volt és egy bajnoki gólt szerzett. 2011 tavaszán kölcsönben a Hegyvidék SE csapatában játszott.

## Sikerei, díjai
- Magyar bajnokság
  - bajnok: 2005–06
  - 3.: 2008–09